# Lighthouse X (Lighthouse X)
Lighthouse X er en EP fra det danske boyband af samme navn. EP'en blev udgivet i 2015 og blev bandets eneste udgivelse, grundet at de gik i opløsning året efter. EP'en indeholder singlerne "Hjerteløs", "Nattens gløder" og nummeret ''Kærligheden Kalder'' som var gruppens debutsingle som røg direkte ind på plads 37 på Den Danske Hitliste den første uge. 

## Spor
1. ''Nattens Gløder''
2. ''Kærligheden Kalder''
3. ''Stjerneskud''
4. ''Hjerteløst''
5. ''Tusind Stykker''
6. ''Et Øjeblik''
7. ''Mærk Livets Slag''